# Лазаревское
Ла́заревское — поселок в составе города Сочи Краснодарского края. Административный центр Лазаревского района муниципального образования «города-курорта Сочи».

## География

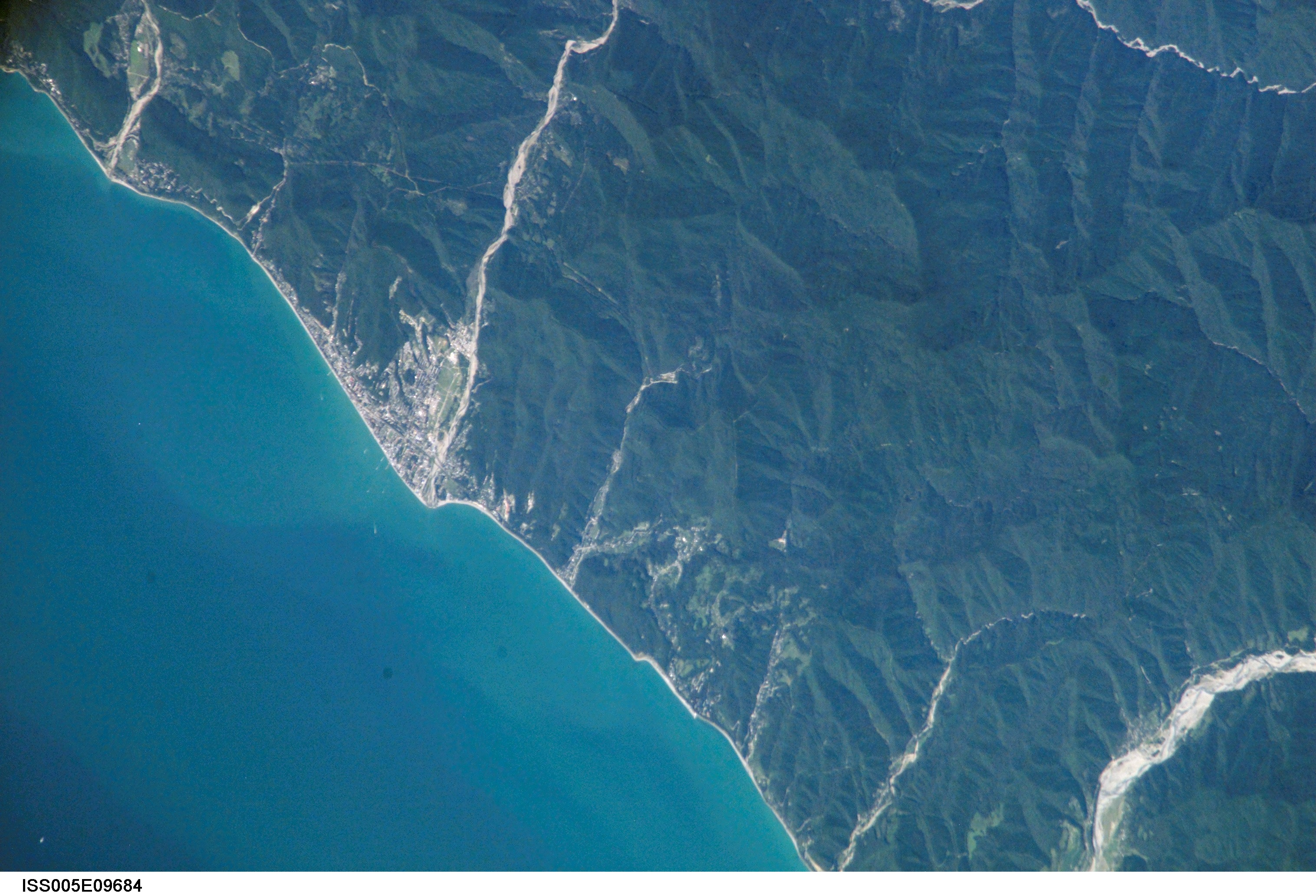
Вид Лазаревского из космоса

Лазаревское расположено у побережья Чёрного моря, в устье реки Псезуапсе, у подножья переднего плана южного склона Главного Кавказского хребта. Находится в 42 км к северо-западу от Центрального Сочи и в 135 км к югу от города Краснодара.
Через посёлок проходит федеральная автотрасса А-147 «Джубга-Адлер» и железнодорожная ветка Туапсе-Адлер Северо-Кавказской железной дороги. На территории посёлка функционирует железнодорожная станция Лазаревская.
Граничит с территориями микрорайонов: Аше на северо-западе, Мамедова Щель на севере, Алексеевское на востоке и Солоники на юге. На западе посёлок омывается водами Чёрного моря. Протяжённость морского побережья в пределах города составляет около 14 км.
Посёлок расположен в низменностях предгорной зоны южного склона Главного Кавказского хребта. Горы и хребты начинают резко возвышаться при удалении от побережья моря. Средние высоты на территории посёлка составляют 20 метров над уровнем моря. На северо-востоке над посёлком возвышается гора Бостепе (535 м), а на юго-востоке гора Соутлянтепе (592 м). В окрестностях посёлка разводятся японские бананы, киви и камфорное дерево. Выше посёлка расположено охраняемое самшитовое ущелье.
Гидрографическая сеть представлена короткими реками стекающими с гор в Чёрное море. Наиболее крупной рекой в пределах посёлка является река Псезуапсе, на правом берегу которого расположена основная часть посёлка. В северных окраинах посёлка протекает река Куапсе. Также в пределах посёлка в Чёрное море несут свои воды многочисленные родниковые источники. В период паводков и сильных дождей, горные реки часто выходят из берегов, разоряя всё на своём пути.
Климат в посёлке влажный субтропический. Среднегодовая температура воздуха за период с 1991 по 2020 год составляет +14,6°С, со средними температурами июля +24,1°С и средними температурами января +6,0°С. Среднегодовое количество осадков составляет около 1400 мм в год. Основная часть осадков выпадает в зимний период. Климат Лазаревского почти не отличается от климата Сочи. В Лазаревском немного холоднее зимой (примерно на 0,2 °С), но немного теплее летом (примерно на 0,2 °С), что легко объясняется количеством осадков и влажностью воздуха (теплоёмкостью воды и воздуха). Зона морозостойкости USDA 9а — в Лазаревском растут даже пальмы Вашингтонии.

## История

Памятник М. П. Лазареву

Первые поселения на месте микрорайона Лазаревское были освоены около 5000 лет назад. Первоначально люди занимались только охотой. В конце III — в начале II тысячелетия до н. э., население стало заниматься земледелием и скотоводством. В окрестностях посёлка в своё время были развиты майкопская и дольменная культуры, оставившие после себя многочисленные археологические памятники.
С древнейших времён вплоть до середины XIX века, на месте современного посёлка проживали адыги, которые занимались торговлей с заморскими странами, в частности с государствами Малой Азии. После окончания Кавказской войны в 1864 году, практически всё местное население было выселено в Османскую империю, в ходе масштабного мухаджирства.
Датой основания современного посёлка можно считать 1839 год, когда здесь высадился флот во главе с адмиралом Лазаревым, построившие форт Лазарева — укрепление в составе Черноморской береговой линии. Самому форту было присвоено название в честь адмирала Михаила Петровича Лазарева. В 1839 году в форте от малярийной лихорадки умер русский поэт, декабрист Александр Иванович Одоевский.
В 1839—1854 годах здесь находилось мощное военное укрепление.
В 1854 году в ходе Крымской войны форт Лазарева был разрушен, а гарнизон эвакуирован в Новороссийск.
В 1864 году на месте оставленного форта Лазарева, Даховский отряд русских войск под командованием генерала В. А. Геймана основал военный пост — Лазаревский. Однако опустевшее после выселения местного черкесского населения побережье, ещё несколько лет оставалось фактически безлюдным.
Люди вновь начали осваивать низовье реки Псезуапсе лишь в 1869 году. Новыми поселенцами здешних мест стали мигрировавшие из Турции понтийские греки, которые в количестве 43 семей осели на месте современного посёлка и основали деревню Лазаревку. Русские в деревне начали селиться лишь к концу 1880-х годов. Уже к началу XX века в деревне Лазаревке насчитывалось приблизительно 60 дворов.
В конце XIX века началось строительство шоссе Новороссийск-Сухуми, которое проходило через деревню Лазаревское. Это дало сильный толчок в развитии инфраструктуры и привело к росту населения. В прибрежной зоне начались строиться частные дачи.
К 1916 году в посёлке Лазаревское уже действовали почтово-телеграфное отделение, переселенческая больница, местный приёмный покой, два учебных заведения, частная аптека и даже контора по постройке Черноморской железной дороги, затем появились торговые лавки, две столовые, один ресторан, два кирпичных завода, магазины, кофейни и водяная мельница. По данным Переписи населения 1926 года, в селе Лазаревка проживало 1647 человек, из них русских - 38% (622), греков - 34% (554), украинцев - 18% (304), прочих -10% (167).
До 1934 года село Лазаревское входило в состав Туапсинского района. Затем населённый пункт был передан в состав образованного Шапсугского национального района и избран его административным центром.
30 сентября 1937 года на собрании рабочих Лазаревской судоверфи был поднят вопрос о переименовании села в Ежово-Шапсугск. В итоге было решено оставить прежнее наименование.
В 1945 году Шапсугский национальный район был упразднён и на его базе основан Лазаревский район.
Указом от 12 июля 1949 года селу Лазаревское был присвоен статус курортного посёлка.
10 февраля 1961 года Лазаревский район Краснодарского края был упразднён и включён в состав города Сочи, как внутригородской район.
Ныне посёлок Лазаревское является одной из крупнейших курортных зон на Черноморском побережье.

## Образование
- Международный инновационный университет (Лазаревский корпус)
- Академической колледж (Лазаревский корпус)
- Сочинский Товарно-Технологический Техникум
- Сочинский филиал Российского университета дружбы народов (Лазаревский корпус)
- Общеобразовательный лицей № 95
- Средняя общеобразовательная школа № 75
- Средняя общеобразовательная школа № 80
- Основная общеобразовательная школа № 99
- ЧПОУ Сочинский финансово-юридический колледж

## Здравоохранение
- Городская больница
- Городская поликлиника
- Детская поликлиника

## Достопримечательности
- Лазаревский этнографический музей — отдел Музея истории города-курорта Сочи
- Центр национальных культур.

## Русская Православная Церковь
- Храм Рождества Богородицы
- Храм Николая-Чудотворца

## Курортный отдых
Сегодня Лазаревское — один из крупнейших курортно-рекреационных центров Чёрного моря, место пляжного отдыха в зоне влажных субтропиков, популярное благодаря галечным пляжам без ям, волнорезов и разделительных заборов. Благодаря каменистому дну, вода в спокойные дни прозрачна на большую глубину. В микрорайоне имеется большое количество частных гостиниц, крупных санаториев и гостиничных комплексов.
В Лазаревском имеются три аквапарка («Морская звезда», «Наутилус», «Аквапарк номер 1») и дельфинарии «Лазаревский», «Морская звезда» и «Колизей». Океанариум «Тропическая Амазонка»

## Средства массовой информации
Периодическая пресса представлена еженедельниками «Лазаревские новости» и «Район». Кроме того, раз в месяц выходит газета — «Шапсугия».

## Галерея

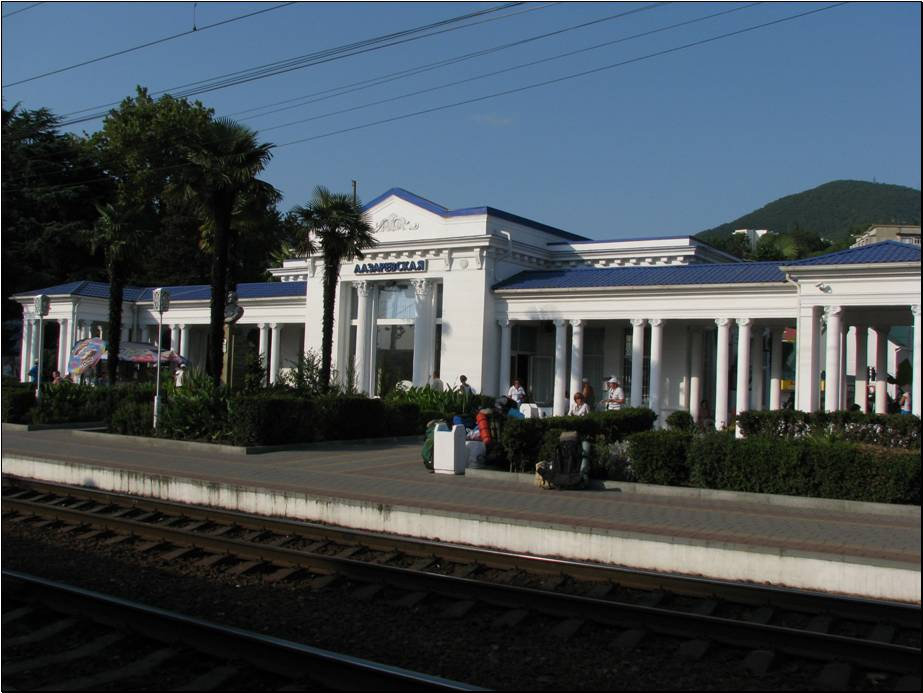
Железнодорожная станция Лазаревская
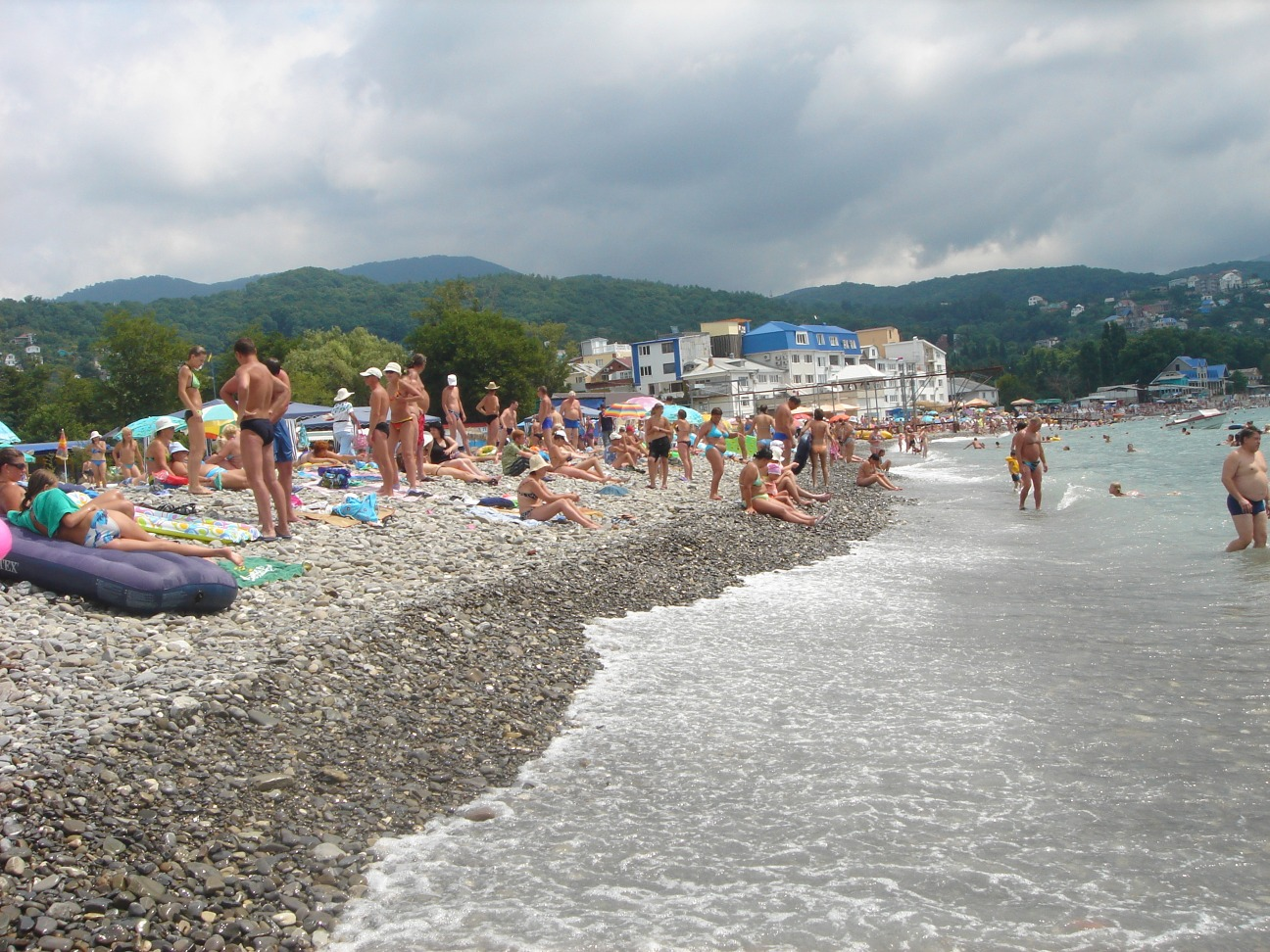
Галечный пляж у Лазаревского
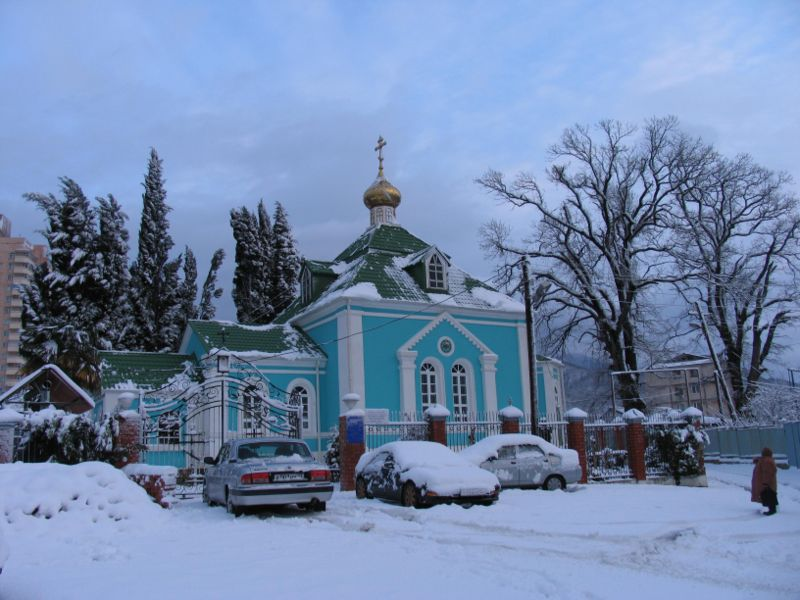
Храм Рождества Богородицы
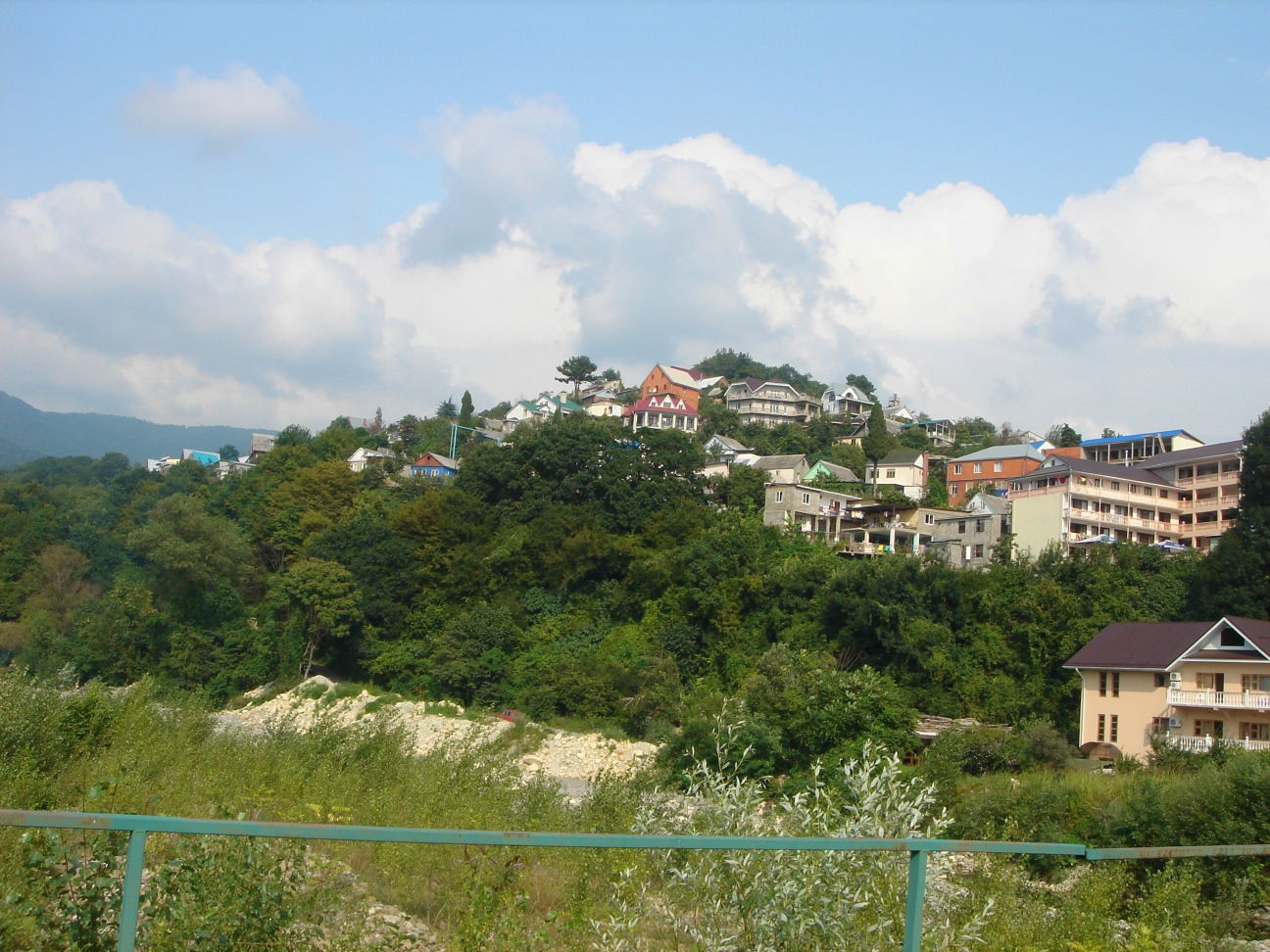
Дома в окраинах микрорайона